# Дабо, Усман
Усман Дабо [фр. Ousmane Dabo; 8 февраля 1977, Лаваль (Майен) — французский футболист, опорный полузащитник. Усман — сын другого известного футболиста, сенегальца Муссы Дабо.

## Карьера
Усман Дабо воспитанник клуба «Лаваль», куда его привёл отец, всю карьеру проведший в этой команде. Затем Дабо перешёл в клуб «Ренн», в составе которого он дебютировал в сезоне 1995—1996 в чемпионате Франции. В 1998 году Дабо, как и его партнёр по команде, Микаэль Сильвестр, отказался подписать свой первый профессиональный контракт с «Ренном» и перешёл в итальянский клуб «Интер» Милан, который заметил футболиста, когда тот участвовал в турнире в Тулоне в составе юношеской сборной Франции. Этот переход, ставший возможным после Дела Босмана, вызвал широкую полемику в футбольной среде. ФИФА попросила «Интер» выплатить «вознаграждение за подготовку» в размере 4,27 млн евро за игрока. Дабо провёл несколько матчей за «Интер», однако не смог завоевать места в составе и, в январе 1999 года, был отдан в аренду в клуб «Виченца», за которую провёл 13 матчей. Затем Дабо перешёл в «Парму», которую тренировал Арриго Сакки, проведя 13 игр.
В июне 2000 года он вернулся во Францию, перейдя в клуб «Монако», как часть цены, заплаченной «Пармой» за покупку Сабри Лямуши. Там же Дабо сыграл за молодёжную сборную Франции, на отборочных матчах чемпионата Европы, тогда же Дабо вызывался в состав второй сборной Франции, за которую провёл 2 игры. Через 6 месяцев, Дабо вновь был отдан в аренду «Виченце», где стал твёрдым игроком основного состава. Затем Дабо перешёл в «Аталанту», где стал одним из лидеров команды. За игру в составе «Аталанты» он получил вызов в сборную Франции на матчи Кубка конфедераций, что стало для Дабо неожиданным. Выступления Дабо стало возможно из-за отсутствия, по разным причинам, в составе сборной Эммануэля Пети, Патрика Вьейра и Клода Макелеле. В июле 2003 года Дабо перешёл в клуб «Лацио», заплативший за трансфер хавбека 1,5 млн евро. В составе римского клуба Дабо стал одной из самых важных частей, из-за очень организованного стиля игры «бьянкоселести», несмотря на то, что первый сезон француз частично получил из-за травмы.
В 2006 году, после завершения контракта с «Лацио», Дабо перешёл в состав английского клуба «Манчестер Сити», подписав контракт на 3 года. Дабо заинтересовал «Сити» после товарищеского матча клуба с «Лацио», а самому Дабо понравилась игра его нового клуба и атмосфера стадиона Сити оф Манчестер, где проходила игра. Дабо дебютировал в составе «Сити» в матче с «Челси», где его клуб проиграл 0:3. Уже в третьем матче за клуб Дабо получил красную карточку, столкнувшись в воздухе с Стивом Сидуэллом, за что был дисквалифицирован на 3 игры. Вскоре Дабо получил травму связок колена и на долгое время «выпал» из состава команды. Дабо вернулся на поле в декабре, однако долго набирал форму, потом провёл 13 матчей, но снова получил травму, в результате в оставшееся время сыграл лишь 1 раз.
1 мая 2007 года на тренировочной базе «Сити» на Дабо напал партнёр по команде, Джоуи Бартон. Дабо получил несколько ударов по голове и обратился в больницу, где ему поставили подозрение на отделение сетчатки глаза. Дабо просил, чтобы полицейские поддержали его обвинения против Бартона, в результате чего, 16 мая 2007 года, Бартон был арестован. Позже он признал себя виновным в нападении. Летом 2007 года Бартон был отправлен на трансфер главным тренером «Сити», Свеном-Ёраном Эрикссоном, вместе с партнёрами по команде, Дэнни Миллзом и Полом Дикавом. В результате Миллз и Дикав отправились в аренду, а Дабо остался в команде из-за недостатка покупателей на француза. 29 августа Дабо провёл последний матч за «Сити» на Кубок Футбольной лиги.
30 января 2008 года Дабо был куплен клубом «Лацио», с которым подписал контракт до 2010 года. В своём первом сезоне Дабо стал твёрдым игроком основы клуба и выиграл с командой Кубок Италии, где реализовал решающий послематчевый пенальти в ворота Сампдории, принеся победу своей команде. Во втором сезоне Дабо получил травму, и выбыл на некоторое время, однако затем вернулся в состав команды. В мае 2010 года Дабо принял решение покинуть ряды «Лацио».
11 февраля 2011 года Дабо подписал контракт с американским клубом MLS «Нью-Ингланд Революшн». 7 мая 2011 года дебютировал в чемпионате MLS 2011 в домашнем матче против «Колорадо Рэпидз».
18 июля 2011 года через свою страничку в социальной сети Facebook Дабо объявил о завершении спортивной карьеры.

## Достижения
- Обладатель Кубка конфедераций: 2003
- Обладатель Кубка Италии: 2004, 2009
- Обладатель Суперкубка Италии: 2009